# Estación de Plaza de España (Metro de Sevilla)
Plaza de España será una estación de la Línea 3 del metro de Sevilla situada en las inmediaciones del monumento del mismo nombre sito en el interior del Parque de María Luisa. Cerca de la futura estación de la Plaza de España se encuentran los intercambiadores del Prado de San Sebastián (metro, autobuses interurbanos, tranvía) y San Bernardo (metro, cercanías, tranvía). También hacen parada en la zona varias líneas de autobuses urbanos e interurbanos.

## Accesos
- Ascensor Av. de la Borbolla s/n.
- La Borbolla Av. de la Borbolla s/n.

## Datos de interés
- Bocas de acceso: 1
- Ascensor: Si
- Longitud de andén metro: 65 metros.
- Anden metro: Central

## Líneas y correspondencias
| << cabecera        | < estación         | Línea | estación >            | cabecera >> |
| ------------------ | ------------------ | ----- | --------------------- | ----------- |
| Pino Montano Norte | Prado S. Sebastián |       | Parque de María Luisa | Bermejales  |

### Otras conexiones
- Paradas de autobuses urbanos.
- Estación de autobuses interurbanos.
- Aparcamiento para bicicletas y carril bici.

## Otros datos de interés
- Se encuentra próxima a los juzgados y junto a la estación de autobuses de Prado de San Sebastián.
- Próxima al rectorado de la Universidad de Sevilla.